# 蒙加拉省
蒙加拉省（法語：Province de la Mongala）是位于刚果民主共和国西北部的一个省，首府利萨拉，人口1,481,700（2004年），面積58,141 km²。

## 蒙加拉省的镇
- 利萨拉（Lisala）

## 名人
- 蒙博托·塞塞·塞科